# Виборчий округ 221
Виборчий округ 221 — виборчий округ в місті Києві. В сучасному вигляді був утворений 28 квітня 2012 постановою ЦВК №82 (до цього моменту існувала інша система виборчих округів). Окружна виборча комісія цього округу розташовується в будівлі Печерської районної в місті Києві державної адміністрації (актова зала та фоє другого поверху) за адресою м. Київ, вул. Князів Острозьких, 37/2.
До складу округу входять Печерський район, частини Солом'янського (територія на схід від аеропорту "Жуляни" і Повітрофлотського проспекту) та Шевченківського (територія на південний схід від вулиці Старовокзальної і бульвару Шевченка та територія на схід від вулиць Івана Франка, Рейтарської і Володимирської) районів. Виборчий округ 221 межує з округом 223 і округом 220 на півночі, з округом 214 на північному сході і на сході, з округом 211 на півдні та з округом 222 на південному заході і на заході. Виборчий округ №221 складається з виборчих дільниць під номерами 800583-800625, 800627-800632, 800828-800843, 800850-800851, 800865, 800869-800871, 800873, 800877-800885, 800887-800891, 800950-800956, 800958, 800961-800964, 800966-800967, 800975, 801086 та 801105.

## Народні депутати від округу
| Ім'я                       | Фото | Партія         | Скликання | Дата набуття повноважень | Дата припинення повноважень |
| -------------------------- | ---- | -------------- | --------- | ------------------------ | --------------------------- |
| Ємець Леонід Олександрович |      | Батьківщина    | 7-ме      | 12 грудня 2012           | 27 листопада 2014           |
| Ємець Леонід Олександрович |      | Народний фронт | 8-ме      | 27 листопада 2014        | 29 серпня 2019              |
| Пуртова Анна Анатоліївна   |      | Слуга народу   | 9-те      | 29 серпня 2019           |                             |

## Результати виборів

### Парламентські

#### 2019

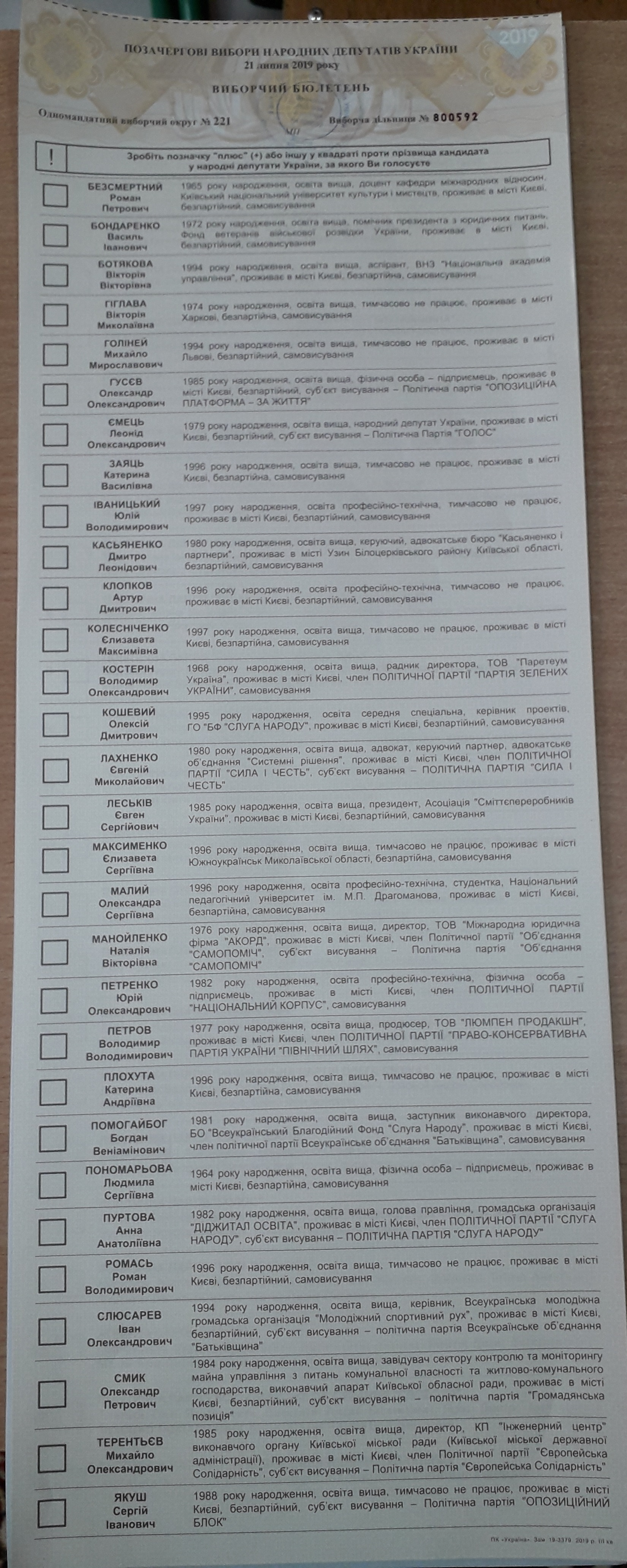
Бюлетень для голосування в одномандантому виборчому окрузі №221

Кандидати-мажоритарники:
- Пуртова Анна Анатоліївна (Слуга народу)
- Ємець Леонід Олександрович (Голос)
- Терентьєв Михайло Олександрович (Європейська Солідарність)
- Безсмертний Роман Петрович (самовисування)
- Гусєв Олександр Олександрович (Опозиційна платформа — За життя)
- Кошевий Олексій Дмитрович (самовисування)
- Лахненко Євгеній Миколайович (Сила і честь)
- Слюсарев Іван Олександрович (Батьківщина)
- Помогайбог Богдан Веніамінович (самовисування)
- Манойленко Наталія Вікторівна (Самопоміч)
- Якуш Сергій Іванович (Опозиційний блок)
- Петров Володимир Володимирович (самовисування)
- Петренко Юрій Олександрович (самовисування)
- Бондаренко Василь Іванович (самовисування)
- Смик Олександр Петрович (Громадянська позиція)
- Костерін Володимир Олександрович (самовисування)
- Леськів Євген Сергійович (самовисування)
- Ботякова Вікторія Вікторівна (самовисування)
- Касьяненко Дмитро Леонідович (самовисування)
- Заяць Катерина Василівна (самовисування)
- Пономарьова Людмила Сергіївна (самовисування)
- Колесніченко Єлизавета Максимівна (самовисування)
- Малий Олександра Сергіївна (самовисування)
- Плохута Катерина Андріївна (самовисування)
- Максименко Єлизавета Сергіївна (самовисування)
- Іваницький Юлій Володимирович (самовисування)
- Гіглава Вікторія Миколаївна (самовисування)
- Голіней Михайло Мирославович (самовисування)
- Ромась Роман Володимирович (самовисування)
- Клопков Артур Дмитрович (самовисування)

#### 2014
Кандидати-мажоритарники:
- Ємець Леонід Олександрович (Народний фронт)
- Павленко Олександра Сергіївна (Блок Петра Порошенка)
- Діденко Ярослав Олександрович (самовисування)
- Щербань Юрій Юрійович (самовисування)
- Гмиря Гліб Сергійович (Комуністична партія України)
- Кущ Олексій Іванович (Опозиційний блок)
- Марценюк Олексій Еразмович (Демократичний альянс)
- Гросу Ганна Андріївна (Радикальна партія)
- Вейдер Дарт Андрійович (самовисування)
- Новіков Леонід Аркадійович (самовисування)
- Богаченко Любов Іванівна (Сильна Україна)
- Бебик Валерій Михайлович (Народний рух України)
- Павловський Олександр Володимирович (самовисування)
- Лондар Олексій Сергійович (самовисування)
- Грищенко Оксана Костянтинівна (самовисування)
- Денисов В'ячеслав Євгенович (Національна демократична партія України)
- Бірюк Павло Михайлович (самовисування)
- Скаліцький Юрій Олегович (самовисування)
- Гусєв Олександр Олександрович (самовисування)
- Мартинюк Андрій Степанович (Ліберальна партія України)
- Горбуленко Андрій Анатолійович (самовисування)

#### 2012
Кандидати-мажоритарники:
- Ємець Леонід Олександрович (Батьківщина)
- Діденко Ярослав Олександрович (УДАР)
- Шлапак Алла Василівна (самовисування)
- Горбаль Василь Михайлович (самовисування)
- Кондратьєв Олександр Володимирович (Комуністична партія України)
- Балашов Геннадій Вікторович (самовисування)
- Кущ Олексій Іванович (Партія регіонів)
- Гудима Олександр Васильович (Собор)
- Шевчук Валерій Олександрович (Україна — Вперед!)
- Федчук Роман Євгенович (Радикальна партія)
- Макар Іван Іванович (самовисування)
- Гончар Микола Вікторович (самовисування)
- Коннов Сергій Володимирович (самовисування)
- Черненко Віктор Іванович (самовисування)
- Фомін Ігор Юрійович (самовисування)
- Черняховський Віталій Петрович (самовисування)
- Власков Віктор Борисович (Демократична партія угорців України)
- Пачковський Сергій Іванович (самовисування)
- Лобач Юрій Євгенович (Козацька українська партія)

## Явка
Явка виборців на окрузі: